# Палац юстиції (Чернівці)
Пал́ац Юстиції або «Будинок з левами»  — будівля в історичному центрі Чернівців (Театральна площа), в якій розміщена Чернівецька обласна Державна адміністрація. Відноситься до пам'яток архітектури національного значення (Постанова Ради Міністрів УРСР від 06.09.1979 р.№ 442)

## Опис
Це унікальна споруда Чернівців, споруджена за проектом архітектора Франциска Сковрона. Деталі проробляв Артур Вілеман. Франц Губіш підібрав матеріали і склав методику будівництва. Будівельні роботи проводив  Маркус Кіслінгер – власник заводу «Патрія», який випустив екстрацеглу для кладки і глазуровану цеглу. Це типовий зразок стилю класицизм, у формах якого зображено мотив італійського ренесансного палацу з ознаками, притаманними модерну, а саме облицювальна цегла та поліхромна кераміка. В облицюванні зовнішніх стін будівлі використана червона та зелена глазурована цегла. Фасад  прикрашений різнокольоровими майоліковими вставками з квітами і написами латинню «lex» – закон.
Споруда чотириповерхова, розмірами 88.7 на 45.4 метрів, у формі квадрату з двома внутрішніми двориками, площею по 580 квадратних метрів кожний. Головний фасад Палацу юстиції прикрашає статуя древньої богині правосуддя Феміди із зав’язаними очима, вагами і мечем в руці, а також статуя богині відплати Немезіди. Сторону входу увінчували розкішні овальні бетонні сходи з двома пристінними мармуровими левами, де кожен з них тримає перед собою передніми лапами картуш. В часи існування Радянського Союзу овальні сходи було зруйновано, натомість створено конструктивні, оздоблені брунатним гранітом, а скульптури левів знесені на парапети. 

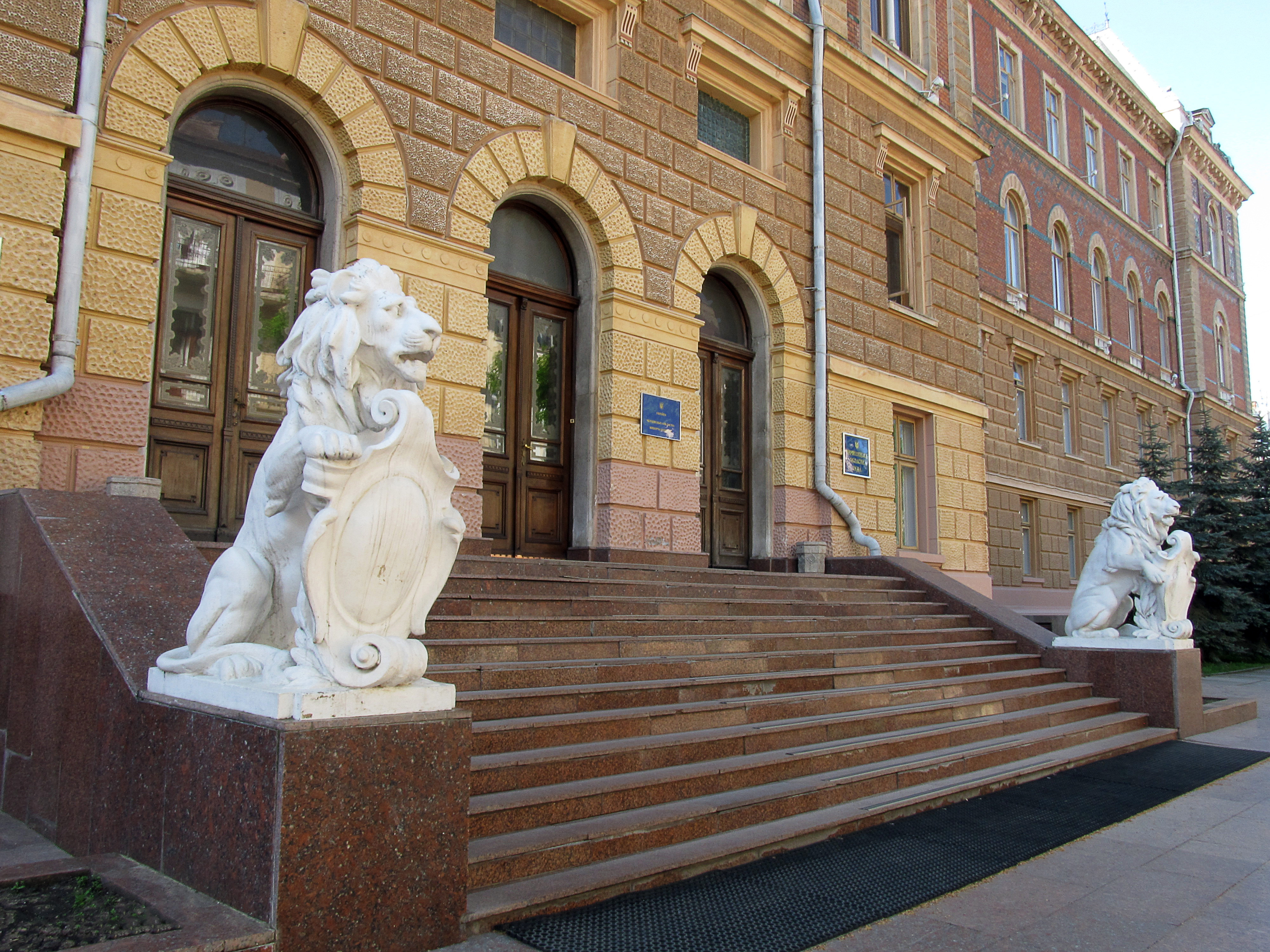
Скульптури левів із картушом

## Історія будинку
Будівля сучасної державної адміністрації була споруджена у 1904-1906 рр. як Палац юстиції.  До початку ХХ ст. цивільний суд Буковини  не мав свого власного приміщення. В першій половині та середині ХІХ ст. суд розміщувався безпосередньо у тюрмі, збудованій в 1812 — 1816 роках на Австрійській, нині Соборній площі Чернівців, а з 1874 року — в одному із залів резиденції буковинських митрополитів. У 1898 р. було прийняте рішення про будівництво окремого приміщення суду по вулиці Шкільній, яке не було втілене в життя. Обговорювалось навіть питання виселення греко-православної школи (зараз середня школа №2) з метою розміщення там суду. Лише у 1899 році було обране місце для будівництва приміщення судової палати, або палацу юстиції, як її ще називали.